# Mocidade Alegre do Mutuá
Mocidade Alegre do Mutuá é uma escola de samba do carnaval de São Gonçalo, que está sediada no bairro do Mutuá. Suas cores são o vermelho e o amarelo, e seu símbolo, uma pantera.
Não obteve boas colocações nos Carnavais de 2008 e 2009, devido à má administração[carece de fontes?], por desfilar sem diretores de harmonia e comissão de frente nos dois anos consecutivos.[carece de fontes?] Apesar das falhas, apresentou em ambos os anos uma plástica coesa e um conjunto de fantasias e alegorias muito bonitos e bem acabados.[carece de fontes?] Mas não sustentou sua permanência no carnaval. Foi a última colocada do Carnaval em 2009, ao obter 59,5 pontos.
Desde então, encontra-se afastada dos desfiles oficiais.

## Carnavais
| Ano  | Colocação | Grupo | Enredo | Carnavalesco  | Ref.        |
| ---- | --------- | ----- | --- | ------------- | ----------- |
| 2008 | 6º lugar  | B     | A Terra pede socorro: uma ideia ecológica pra falar de verde!                                                                               | Wallace Amado | [ 4 ]       |
| 2009 | 5º lugar  | B     | Um gosto de fruta, um arrepio, um cheiro de flor e uma delícia de calor. A Mocidade canta e encanta as belezas naturais das quatro estações | Wallace Amado | [ 2 ] [ 5 ] |